# Kepler-9d
Kepler-9d, anteriorment conegut com a KOI-377.03, és un planeta en òrbita al voltant de l'estrella solar Kepler-9. Inicialment descobert per la nau espacial Kepler, un satèl·lit de recerca de planetes tel·lúrics i operat per la NASA, el Kepler-9d és probablement una súper-Terra, amb un radi estimat aproximadament un 60% més gran que el de la Terra, encara que no es pot determinar la seva massa exacta. Kepler-9d orbita Kepler-9 cada 1.56 dies a una distància de ,0273 ua des de la seva estrella, una distància extremadament propera. Tot i que Kepler-9d és el planeta més proper a la seva estrella en el seu sistema, es diu Kepler-9d en comptes de Kepler-9b, ja que es van confirmar primer dos gegants gasosos, Kepler-9b i Kepler-9c. Els estudis originals del sistema van suggerir per primera vegada que Kepler-9d podria ser un planeta, però una investigació de seguiment feta per l'equip de Kepler més tard va confirmar que n'era; la confirmació de Kepler-9d com un planeta es va fer pública amb el document de l'equip, que va ser publicat a l'Astrophysical Journal l'1 de gener de 2011. L'equip va utilitzar telescopis a l'Observatori W. M. Keck a Hawaii per fer un seguiment del descobriment inicial del telescopi espacial Kepler.

## Descobriment i nom
El nom de Kepler-9d prové que és el tercer planeta descobert en l'òrbita de Kepler-9. Kepler-9 va ser nomenat per a la nau espacial Kepler, un satèl·lit de la NASA que té com a objectiu descobrir els planetes terrestres en trànsit, o creuant per davant, les estrelles de les seves amfitriones, com es veuen des de la Terra. Aquest trànsit ocasiona un interval regular en què l'estrella s'atenua breu i lleument a mesura que el planeta la creua.
Marcada inicialment com a esdeveniment de trànsit pel satèl·lit, Kepler-9d va rebre la designació KOI 377.03. Es va reconèixer com un planeta potencial després que un estudi en el sistema confirmés Kepler-9b i Kepler-9c, però es van haver de completar estudis de seguiment per verificar que de fet era un planeta, i que l'aparent esdeveniment de trànsit no es va produir a un fons que eclipsa una estrella binària en l'obertura del fotòmetre de Kepler. L'equip de Kepler va refusar exhaustivament que el petit esdeveniment de trànsit no podia ser res més que un planeta, i els seus resultats es van publicar a l'Astrophysical Journal l'1 de gener de 2011. Les observacions de seguiment van ser dutes a terme per l'Espectròmetre d'Alta Resolució Echelle a l'Observatori W.M. Keck a Hawaii, així com l'Observatori WIYN a Arizona i l'Observatori Palomar de Califòrnia.

## Estrella amfitriona
Kepler-9 és una estrella similar al sol a la constel·lació de Lira que es troba a uns 620 parsecs de distància de la Terra.
Amb una massa de 1,07 M☉ i un radi de 1,02 R☉, Kepler-9 és gairebé exactament la mateixa mida i amplada del Sol, sent només un 7% més massiu i un 2% més ample. Kepler-9 té una temperatura efectiva de 5777 (± 61) K, en comparació amb el Sol a 5778 K, i és aproximadament un 32% més ric en metalls (en termes de ferro) que el Sol. Kepler-9 és més jove que el Sol, i s'estima que té mil milions d'anys. Kepler-9 té dos planetes diferents de Kepler-9d: els gegants de gas Kepler-9b i Kepler-9c.

## Característiques
Basant-se en la mida de la seva corba de llum, Kepler-9d se suposa que és una súper-Terra, encara que la seva massa exacta no es coneix. Se suposa que és 1,5 masses de la Terra. El radi del planeta es dedueix de ser 1.64 RT, o aproximadament un 64% més gran que el radi de la Terra. Amb una temperatura d'equilibri de 2026 K, és més calent que tots els planetes anteriors descoberts per Kepler (sense comptar les tres descobertes anteriorment situades en el seu camp de visió). La seva densitat no es coneix. Amb una distància mitjana de ,0273 ua (2.537.695,73 milles) de la seva estrella, que orbita cada 1,592851 dies, Kepler-9d és el planeta més proper a la seva estrella del sistema Kepler-9. Per comparar, el planeta Mercuri està a ,3871 ua del Sol, que orbita cada 87,97 dies.